# LMFAO (band)
LMFAO (naar de gelijknamige internetterm, een afkorting van Laughing My Fucking Ass Off) was een Amerikaans muziekduo, bestaande uit de rappers en diskjockeys Redfoo (Stefan Kendal Gordy, 3 september 1975) en SkyBlu (Skyler Austin Gordy, 23 augustus 1986), respectievelijk zoon en neefje van Berry Gordy, oprichter van het muzieklabel Motown. De groep verwijst regelmatig naar de term party rock, een muziekgenre dat de groep ontwikkelde. Op 21 september 2012 ging LMFAO uit elkaar.

## Carrière
Redfoo en SkyBlu groeiden op in de Los Angeles-wijk Pacific Palisades, waar ze de groep vormden in 2006. Het duo verklaarde dat hun originele groepsnaam Sexe Dude (uitgesproken als Sexy Dudes) was, maar dat ze dit vervolgens veranderde op advies van hun grootmoeder. Zij tekende hun platencontract in november 2008 bij Interscope.
De eerste single van het duo, I'm in Miami Bitch, werd in december 2008 uitgegeven en behaalde de 51e positie in de Billboard Hot 100. Op 7 juli 2009 volgde hun debuutalbum, Party Rock. De tweede single van dit album, La La La, behaalde de 55e plek in de Billboard Hot 100.
LMFAO liet zich volgens eigen zeggen inspireren door rappers als Tupac Shakur, R&B-artiesten als James Brown en Michael Jackson en rockbands als The Beatles en Led Zeppelin.
In 2010 werkte LMFAO mee aan Gettin' Over You van David Guetta. Dit nummer stond in elf landen in de top 10. Het duo nam hierna hun tweede album op, Sorry for Party Rocking, dat in de zomer van 2011 werd uitgebracht. Met de single Party rock anthem scoorde het duo dat jaar een wereldhit, die in vele landen op nummer 1 kwam, waaronder in de Verenigde Staten, het Verenigd Koninkrijk, Frankrijk, Duitsland en Vlaanderen.
Op 21 september 2012 kondigde LMFAO aan dat ze, voor een bepaalde periode, niet meer samen muziek zouden maken en dat ze zich beiden op hun eigen muziekcarrière wilden richten. Een toekomstige comeback werd daarbij niet uitgesloten.

## Discografie

### Albums
| Album met eventuele hitnotering(en) in de Nederlandse Album Top 100 | Datum van verschijnen | Datum van binnenkomst | Hoogste positie | Aantal weken | Opmerkingen |
| ------------------------------------------------------------------- | --------------------- | --------------------- | --------------- | ------------ | ----------- |
| Party rock                                                          | 07-07-2009            | -                     |                 |              |             |
| Sorry for party rocking                                             | 17-06-2011            | 02-07-2011            | 40              | 35           |             |

| Album met hitnotering(en) in de Vlaamse Ultratop 200 albums | Datum van verschijnen | Datum van binnenkomst | Hoogste positie | Aantal weken | Opmerkingen |
| ----------------------------------------------------------- | --------------------- | --------------------- | --------------- | ------------ | ----------- |
| Sorry for party rocking                                     | 2011                  | 25-06-2011            | 12              | 56           | Goud        |

### Singles
| Single met eventuele hitnotering(en) in de Nederlandse Top 40 | Datum van verschijnen | Datum van binnenkomst | Hoogste positie | Aantal weken | Opmerkingen                                                           |
| ------------------------------------------------------------- | --------------------- | --------------------- | --------------- | ------------ | --------------------------------------------------------------------- |
| Let the bass kick in Miami bitch                              | 2009                  | 03-10-2009            | 17              | 5            | met Chuckie / Nr. 23 in de Single Top 100                             |
| Shots                                                         | 2009                  | 04-12-2009            |                 |              | Met Lil Jon                                                           |
| Gettin' over you                                              | 2010                  | 19-06-2010            | 21              | 5            | met David Guetta, Chris Willis & Fergie / Nr. 31 in de Single Top 100 |
| Party rock anthem                                             | 2011                  | 30-04-2011            | 9               | 21           | met Lauren Bennett & GoonRock / Nr. 6 in de Single Top 100            |
| Champagne showers                                             | 27-06-2011            | 30-07-2011            | tip3            | -            | met Natalia Kills / Nr. 81 in de Single Top 100                       |
| Sexy and I know it                                            | 12-09-2011            | 15-10-2011            | 8               | 19           | Nr. 7 in de Single Top 100                                            |
| Sorry for party rocking                                       | 2011                  | 21-01-2012            | tip2            | -            | Nr. 35 in de Single Top 100                                           |

| Single met hitnotering(en) in de Vlaamse Ultratop 50 | Datum van verschijnen | Datum van binnenkomst | Hoogste positie | Aantal weken | Opmerkingen                             |
| ---------------------------------------------------- | --------------------- | --------------------- | --------------- | ------------ | --------------------------------------- |
| Let the bass kick in Miami bitch                     | 2009                  | 17-10-2009            | 17              | 10           | met Chuckie                             |
| Gettin' over you                                     | 2010                  | 24-04-2010            | 18              | 19           | met David Guetta, Chris Willis & Fergie |
| Party rock anthem                                    | 2011                  | 23-04-2011            | 1(1wk)          | 40           | met Lauren Bennett & GoonRock / Platina |
| Champagne showers                                    | 2011                  | 23-07-2011            | 23              | 11           | met Natalia Kills                       |
| Sexy and I know it                                   | 2011                  | 01-10-2011            | 6               | 30           | Goud                                    |
| Sorry for party rocking                              | 2011                  | 10-03-2012            | 15              | 13           |                                         |

## Prijzen en nominaties
| Jaar | Award                     | Categorie                           | Werk                                              | Resultaat   |
| ---- | ------------------------- | ----------------------------------- | ------------------------------------------------- | ----------- |
| 2010 | Grammy Awards             | Best Dance/Electronica Album        | Party Rock                                        | Genomineerd |
| 2010 | Hip-Hop Nation Awards     | Best Rap Song with Group            | "Shots" ft. Lil Jon                               | Genomineerd |
| 2010 | Hip-Hop Nation Awards     | Best Rap Group                      | LMFAO                                             | Genomineerd |
| 2010 | Hip-Hop Nation Awards     | Best New Artist                     | LMFAO                                             | Genomineerd |
| 2011 | Hip-Hop Nation Awards     | Best Rap Record                     | "Party Rock Anthem" ft. Lauren Bennett & GoonRock | Gewonnen    |
| 2011 | Hip-Hop Nation Awards     | Best Rap Song with Group            | "Party Rock Anthem" ft. Lauren Bennett & GoonRock | Genomineerd |
| 2011 | Hip-Hop Nation Awards     | Best Rap Group                      | LMFAO                                             | Gewonnen    |
| 2011 | Teen Choice Awards        | Choice Summer Song                  | "Party Rock Anthem" ft. Lauren Bennett & GoonRock | Genomineerd |
| 2011 | MTV Video Music Awards    | Best Choreography                   | "Party Rock Anthem" ft. Lauren Bennett & GoonRock | Genomineerd |
| 2011 | American Music Awards     | Favorite Pop/Rock Band/Duo/Group    | LMFAO                                             | Genomineerd |
| 2011 | MTV European Music Awards | Best New                            | LMFAO                                             | Genomineerd |
| 2011 | MTV European Music Awards | Best Push                           | LMFAO                                             | Genomineerd |
| 2012 | People's Choice Awards    | Favorite Song of the Year           | "Party Rock Anthem" ft. Lauren Bennett & GoonRock | Genomineerd |
| 2012 | People's Choice Awards    | Favorite Music Video of the Year    | "Party Rock Anthem" ft. Lauren Bennett & GoonRock | Genomineerd |
| 2012 | NRJ Music Awards 2012     | International Group/Duo of the Year | LMFAO                                             | Gewonnen    |
| 2012 | NRJ Music Awards 2012     | Favorite Music Video of the Year    | "Party Rock Anthem" ft. Lauren Bennett & GoonRock | Gewonnen    |
| 2012 | Kids Choice Awards        | Favorite song                       | "Party Rock Anthem" ft. Lauren Bennett & GoonRock | Gewonnen    |
| 2012 | Kids Choice Awards        | Favorite music group                | LMFAO                                             | Genomineerd |